# Рошканы (Новоаненский район)
Рошканы (также Рощкань; рум. Roșcani) — село в Новоаненском районе Молдавии. Относится к сёлам, не образующим коммуну.

## География
Село расположено на высоте 47 метров над уровнем моря.

## Население
По данным переписи населения 2004 года, в селе Рошкань проживает 2563 человека (1258 мужчин, 1305 женщин).
Этнический состав села:
| Национальность | Число жителей | Процентный состав |
| -------------- | ------------- | ----------------- |
| молдаване      | 2418          | 94.34             |
| русские        | 68            | 2.65              |
| украинцы       | 39            | 1.52              |
| румыны         | 18            | 0.7               |
| болгары        | 5             | 0.2               |
| гагаузы        | 2             | 0.08              |
| евреи          | 2             | 0.08              |
| прочие         | 11            | 0.43              |
| Всего          | 2563          | 100%              |

## Известные уроженцы
- Владимир Выздоагэ (рум. Vladimir Vîzdoagă; род. 1960) — молдавский политик, глава Новоаненского района.